# 2024 w grach komputerowych
| Skróty platform | Skróty platform                                  |
| --------------- | ------------------------------------------------ |
| DC              | Dreamcast                                        |
| Droid           | Android                                          |
| DS              | Nintendo DS                                      |
| GB              | Game Boy                                         |
| GBA             | Game Boy Advance                                 |
| GBC             | Game Boy Color                                   |
| GCN             | GameCube                                         |
| iOS             | iOS                                              |
| Lin             | komputer osobisty z systemem operacyjnym Linux   |
| Mac             | komputer osobisty Mac                            |
| N64             | Nintendo 64                                      |
| NS              | Nintendo Switch                                  |
| PC              | komputer osobisty                                |
| PS1             | PlayStation                                      |
| PS2             | PlayStation 2                                    |
| PS3             | PlayStation 3                                    |
| PS4             | PlayStation 4                                    |
| PS5             | PlayStation 5                                    |
| PSP             | PlayStation Portable                             |
| PSVita          | PlayStation Vita                                 |
| Wii             | Wii                                              |
| WiiU            | Wii U                                            |
| Win             | komputer osobisty z systemem operacyjnym Windows |
| X360            | Xbox 360                                         |
| XONE            | Xbox One                                         |
| Xbox            | Xbox                                             |
| XSX             | Xbox Series                                      |

Artykuł opisuje ważne wydarzenia w 2024 roku w branży gier komputerowych. Zobacz też: historia gier komputerowych.

## Wydane gry

### Styczeń – marzec
| Miesiąc | Dzień | Tytuł                        | Platformy                    | Źródła |
| ------- | ----- | ---------------------------- | ---------------------------- | ------ |
| Styczeń | 26    | Tekken 8                     | Win, PS5, XSX                | [ 1 ]  |
| Luty    | 14    | Tomb Raider I–III Remastered | Win, PS4, XONE, PS5, XSX, NS | [ 2 ]  |
| Luty    | 16    | Skull and Bones              | Win, PS5, XSX                | [ 2 ]  |
| Marzec  | 5     | The Outlast Trials           | Win                          | [ 3 ]  |
| Marzec  | 8     | WWE 2K24                     | Win, PS4, XONE, PS5, XSX     | [ 4 ]  |
| Marzec  | 20    | Alone in the Dark            | Win, PS5, XSX                | [ 5 ]  |

### Kwiecień – czerwiec
| Miesiąc  | Dzień | Tytuł                                | Platformy     | Źródła |
| -------- | ----- | ------------------------------------ | ------------- | ------ |
| Kwiecień | 26    | Manor Lords                          | Win           | [ 6 ]  |
| Kwiecień | 26    | Stellar Blade                        | PS5           | [ 7 ]  |
| Maj      | 10    | WW2 Rebuilder                        | PS5, XSX      | [ 8 ]  |
| Maj      | 15    | Mullet MadJack                       | Win           | [ 9 ]  |
| Maj      | 21    | XDefiant                             | Win, PS5, XSX | [ 10 ] |
| Czerwiec | 20    | Workers & Resources: Soviet Republic | Win           | [ 11 ] |
| Czerwiec | 26    | One Million Checkboxes               | Win           | [ 12 ] |

### Lipiec – wrzesień
| Miesiąc  | Dzień | Tytuł                            | Platformy          | Źródła |
| -------- | ----- | -------------------------------- | ------------------ | ------ |
| Lipiec   | 2     | Final Fantasy XIV: Dawntrail     | Win, PS4, PS5, XSX | [ 13 ] |
| Lipiec   | 2     | Resident Evil 7: Biohazard       | iOS                | [ 14 ] |
| Sierpień | 2     | World of Goo 2                   | Win, Lin, macOS    | [ 15 ] |
| Wrzesień | 9     | Warhammer 40,000: Space Marine 2 | Win, PS5, XSX      | [ 16 ] |

### Październik – grudzień
| Miesiąc     | Dzień | Tytuł                      | Platformy                | Źródła |
| ----------- | ----- | -------------------------- | ------------------------ | ------ |
| Październik | 4     | Until Dawn                 | Win, PS5                 | [ 17 ] |
| Październik | 8     | Silent Hill 2              | Win, PS5                 | [ 18 ] |
| Październik | 11    | Metaphor: ReFantazio       | Win, PS4, PS5, XSX       | [ 19 ] |
| Październik | 22    | Batman: Arkham Shadow      | Meta Quest 3             | [ 20 ] |
| Październik | 25    | Call of Duty: Black Ops 6  | Win, PS4, XONE, PS5, XSX | [ 21 ] |
| Październik | 31    | Dragon Age: Straż Zasłony  | Win, PS5, XSX            | [ 22 ] |
| Listopad    | 5     | Death Note: Killer Within  | Win, PS4, PS5            | [ 23 ] |
| Listopad    | 7     | Mario & Luigi: Brothership | NS                       | [ 24 ] |
| Listopad    | 12    | Farming Simulator 25       | Win, PS5, XSX            | [ 25 ] |
| Grudzień    | 10    | Resident Evil 2            | iOS                      | [ 26 ] |